# Ortaháza
Ortaháza község Zala vármegyében, a Lenti járásban, a Zalai-dombság területén, a Göcsejben.

## Fekvése
Lentitől mintegy 15 kilométerre keletre fekszik, a Bak-Páka között húzódó 7543-as út mentén; központjában ágazik ki a 7548-as út Zebecke és Kissziget határvidéke felé.
Vasúton a MÁV 23-as számú Rédics–Zalaegerszeg-vasútvonalán közelíthető meg; Ortaháza megállóhely Gutorfölde vasútállomás és Csömödér-Páka vasútállomás között található.

## Nevének jelentése
Az Orta- előtag személynév, jelentése: irtó, erdőirtó. Az utótag a birtokos személyjellel ellátott ház jelentése pedig lakóhely, otthon.

## Története
Nevét 1389-ben említette először oklevél Artaháza, majd Artalháza alakban. Későbbi elnevezései: 1474-ben Artálháza alakban volt említve, míg a mai falunév csak 1773-ban tűnt fel, mert csak 1695-ben történt meg a betelepítése és 1720-tól viseli a mai Ortaháza nevet.
1474 előtt a jári Barocz család birtoka volt, 1474-ben a Bánffy családhoz került. 1469 körül pedig  a terület egy része Bakócz Tamás és általa a gróf Erdődyek birtoka lett.
A falu a  török hódoltság alatt elpusztult. Az 1675-ben készült összeírás szerint a térség csak puszta, ebben a jegyzékben Ortaliháza néven szerepelt, mint kincstárnoki birtok. 1695-ben kezdett benépesülni. Ekkor érkezett az első telepes és kapott engedélyt a letelepedésre. Mivel a munkáskéznek híján voltak a földesurak, ezért a betelepülőket kiemelt kedvezményekben részesítették. 1690-ben a Bánffiak részét az Eszterházy hercegek szerezték meg 1690-ben. Tulajdonuk maradt a második világháború végéig.
Az újratelepült falu neve viszonylag későn, 1773-ban jelent meg először. Népessége a 18. században fokozatosan növekedett. Temploma nem volt, egy harangja, Páka filiája volt.
A települést 1960-ban kötötték rá a villamosenergia-hálózatra, 1988-ban építették ki az ivóvízhálózatot, 1994-ben építették ki  a szennyvízhálózatot, a gázhálózat pedig 2001-ben épült ki.

## Közélete

### Polgármesterei
- 1990–1994: Vajmi Ferenc (független)[4]
- 1994–1998: Vajmi Ferenc (független)[5]
- 1998–2002: Vajmi Ferenc (független)[6]
- 2002–2006: Vajmi Ferenc (független)[7]
- 2006–2010: Vajmi Ferenc (független)[8]
- 2010–2014: Vajmi Ferenc (független)[9]
- 2014–2019: Vajmi Ferenc (független)[10]
- 2019–2019: Vajmi Ferenc (független)[11]
- 2020–2024: Rácz József (független)[12]
- 2024– : Rácz József (független)[1]

A településen 2020. február 9-én időközi polgármester-választást kellett tartani, mert a községet a rendszerváltás óta megszakítás nélkül irányító Vajmi Ferenc nem sokkal korábban elhunyt, alig egy hónappal azt követően, hogy a helyi lakosok 2019 októberében a nyolcadik polgármesteri ciklusára is újraválasztották.

## Népesség
A település népességének változása:
| Lakosok száma | 108  | 110  | 110  | 111  | 91   | 88   | 82   |
|               | 2013 | 2014 | 2015 | 2021 | 2022 | 2023 | 2024 |

A 2011-es népszámlálás idején a nemzetiségi megoszlás a következő volt: magyar 81,4%, cigány 16,9%. A lakosok 77,7%-a római katolikusnak, 5,3% reformátusnak vallotta magát (12,5% nem nyilatkozott).
2022-ben a lakosság 83,5%-a vallotta magát magyarnak, 3,3% németnek, 3,3% cigánynak, 1,1% ukránnak, 1,1% egyéb, nem hazai nemzetiségűnek (16,5% nem nyilatkozott; a kettős identitások miatt a végösszeg nagyobb lehet 100%-nál). Vallásuk szerint 41,8% volt római katolikus, 14,3% református, 3,3% egyéb keresztény, 5,5% felekezeten kívüli (35,2% nem válaszolt).

## Nevezetességei
- Harangláb
- A falu közepén a kereszteződésben található kidíszített park. Ahogy a helyiek mondják “köz”.